# Incident Nakamura

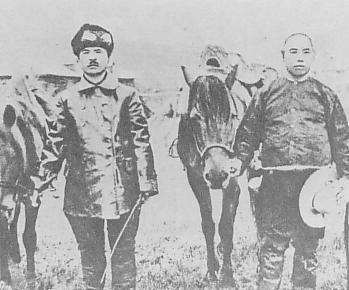
Shintarō Nakamura et Entarō Isugi.

L'incident Nakamura (中村大尉事件, Nakamura taii jiken) est le nom de l'exécution sommaire de quatre militaires de l'armée impériale japonaise, dont le capitaine Shintarō Nakamura, le 27 juin 1931 par des soldats chinois en Mandchourie.

## Contexte
Le capitaine Nakamura, officier de l'armée japonaise, était en mission officielle sous les ordres d'un détachement de l'armée du Guandong dans la zone ferroviaire de Mandchourie du Sud (en).  Début juin, il obtient un huchao (« passe ») des autorités chinoises de Mukden, qui l'autorisent lui et ses compagnons à voyager à travers la Mandchourie, sauf sur la frontière sensible entre Taonan et Solun (dans la zone de colonisation de Hsingan). À Harbin, cependant, Nakamura obtient un second huchao qui l'autorise, selon le consul général japonais, à voyager dans la zone Taonan-Solun.
Le capitaine Nakamura est accompagné de Nobutarō Isugi, un sergent à la retraite et interprète des langues mongole et russe. Nakamura voyage incognito, en vêtements civils, et se présente lui-même en tant qu'« expert agricole ». Le groupe de quatre quitte Pokotu à bord du chemin de fer de l'Est chinois vers la mi-juin à destination de Taonan. Nakamura descend successivement à Manchuli, Tsitsihar, Angangehi, et Hailar pour prendre des notes.
Le 27 juin 1931, les membres du groupe sont arrêtés par des troupes loyales au seigneur de guerre mandchou Zhang Xueliang sous les ordres de Kuan Yuheng, commandant du troisième régiment de l'armée chinoise en Mandchourie, dans les environs de Taonan, dans une ville appelée Suokungfu. Selon les Chinois, Nakamura était armé et portait sur lui des médicaments, dont des drogues à des fins non-médicales. Lui et ses assistants sont emmenés à Solun où ils sont exécutés sommairement le 1er juillet et leurs corps sont immédiatement incinérés pour éliminer toutes preuves de leur meurtre. L'exécution a peut-être été ordonnée parce que les Chinois avaient découvert que Nakamura était chargé d'une mission d'espionnage dont le but était de repérer des sources d'eau et des endroits où installer les futurs campements de l'armée japonaise dans le nord-ouest de la Mandchourie.

## Conséquences
Les détails de l'incident sont connus du public japonais le 17 juillet 1931. Avec la nouvelle peu après de l'incident de Wanpaoshan, l'opinion publique japonaise s'enflamme dans un sentiment anti-chinois. L'armée japonaise ne tarde pas à utiliser cette atmosphère pour demander une plus forte politique étrangère en Chine. Certains officiers influents, comme Kanji Ishiwara, demandent que l'incident soit utilisé comme casus belli pour permettre à l'armée japonaise de sécuriser la position du Japon en Mandchourie. Les autorités chinoises autorisent même une enquête sur les faits et, par le rapport Lytton, la solution diplomatique apparaît comme approuvée jusqu'à l'incident de Mukden un an plus tard.
Nakamura est décoré à titre posthume de l'ordre du Milan doré (4e classe).

## Source de la traduction
- (en) Cet article est partiellement ou en totalité issu de l’article de Wikipédia en anglais intitulé « Nakamura Incident » (voir la liste des auteurs).